# 小田急スポーツサービス
株式会社小田急スポーツサービス（おだきゅうスポーツサービス）は、ゴルフ場・テニスコートの運営をしている、小田急電鉄の直系子会社。

以前はラーメン店「めんいち」も店舗展開していたが事業撤退し、現在はスポーツサービス専業となる。

## 事業内容
- ゴルフ場
  - 小田急藤沢ゴルフクラブ
  - 小田急西富士ゴルフ倶楽部
- テニス事業
  - 小田急藤沢テニスガーデン